# Geotrupes lenardoi
Geotrupes lenardoi is een keversoort uit de familie mesttorren (Geotrupidae). De wetenschappelijke naam van de soort werd in 1973 gepubliceerd door Rudolf Petrovitz.